# Боевая организация генерала Кутепова
Боева́я организа́ция генера́ла Куте́пова — тайная организация в рамках РОВС, созданная в 1922 году для разведывательной и диверсионной деятельности на территории СССР генералом от инфантерии А. П. Кутеповым.

## Организация
Организация была образована в 1922 году с целью разведывательной и террористической деятельности на территории СССР. Насчитывала несколько десятков человек. В основном это были молодые русские офицеры (как правило, произведенные в Белой армии из юнкеров) и выпускники зарубежных русских кадетских корпусов. До апреля 1927 года Организация делала ставку в основном на закрепление своей агентуры в СССР и осведомительную работу.
После того, как в мае 1927 года стало известно о том, что подпольная организация «Трест», с которой, как с антисоветской подпольной организацией монархистов, налаживал связь РОВС, является не чем иным, как провокацией ГПУ, а также ввиду обострения конфликта с Великобританией летом того же года, РОВС решается на активизацию подрывной работы на территории СССР и на проведение террористических акций против органов ГПУ и коммунистической партии, проведение которых и было поручено Боевой организации.
В ходе особенно активных действий во второй половине 1927 года Организация потеряла убитыми и расстрелянными не менее 80% своей численности. По сведениям Н.З. Кадесникова, организация не имела существенных материальных средств и поэтому ко времени похищения ген. Кутепова (1930 г.) его работа в СССР была сведена к получению информации о существующем положении и посылке всякими путями антикоммунистической литературы.
После похищения и убийства органами ОГПУ генерала Кутепова 26 января 1930 года организацию возглавил генерал от кавалерии А. М. Драгомиров, и её деятельность постепенно сошла на нет.

### Террористические акты
Одной из немногих удачно проведённых акций стало нападение террористической тройки во главе с В. А. Ларионовым (двумя другими участниками группы были бывшие гимназисты русской гимназии в Гельсингфорсе Сергей Соловьёв и Дмитрий Мономахов) 7 июня 1927 года на партийный клуб в Ленинграде. Заседание «Агитпропагандного Отдела Ленинградской Коммуны», находившегося по адресу набережная Мойки, дом 59, было забросано гранатами, в результате чего было ранено, по советским данным, 26 человек.
10 июня 1927 года тройка во главе с племянницей А. П. Кутепова М. В. Захарченко-Шульц (двумя другими членами были Э. О. Опперпут-Стауниц и Юрий Сергеевич Петере (по другим данным Петерс)) совершила неудачную попытку поджога общежития ОГПУ на Малой Лубянке. Во время попытки перехода советско-польской границы 18 (по другим данным 23) июня 1927 года в районе Смоленска группа была обнаружена советскими пограничниками, вступила с ними в бой и была уничтожена.
В августе 1927 года советскую границу перешли две группы кутеповцев — группа Алексея Болмасова и Сергея Соловьева (из Финляндии) и Николая Стровского (из Латвии). Обе группы были задержаны пограничниками, после чего 24 сентября кутеповцев осудили в Ленинграде: 4-х расстреляли, 1 дали 10 лет тюрьмы.

## Известные члены
Среди наиболее известных членов организации, действовавших в СССР — капитан А. Б. Болмасов, мичманы Д. Гокканен и Н. Гокканен, М. В. Захарченко-Шульц, Д. Мономахов, поручик Падерна, Петерс, капитан Г. Н. Радкович, С. В. Соловьев, мичман Н. Н. Строев, Виктор Ларионов и другие.

## Публикации организации
- Красная армия (лето 1929 года) — сборник сведений о Красной армии, напечатанный по распоряжению Кутепова.